# Amatørsejlklubben
Amatørsejlklubben er en stumfilm med ukendt instruktør.

## Handling
Amatørsejlklubben ved Langelinie. Folk går ombord i udflugtsbåden "Tjalfe", hvor der holdes selskab. Sejlads på Øresund.